# Vrhe, Zagorje ob Savi
Vrhe so naselje v Občini Zagorje ob Savi.